# 海珠广场站
海珠广场站是广州地铁2号线和6號線的換乘站，位於中国广东省广州市越秀区起义路一德路泰康路路口以南海珠广场地底，鄰近廣州解放紀念碑。车站于2002年12月29日随地铁二号线首通段试运行而启用；而時隔11年後的2013年12月28日，經過本站的6號線開通，本站即成為換乘站。

## 车站結構
海珠广场站目前分为两个站体：位于海珠广场西广场的2号线车站、以及位于海珠广场东广场的6号线车站。两线站体大致成倒“L”字型，两线站厅和站台之间均设有换乘通道连接。车站周边為廣州起義路、一德路、泰康路、海珠廣場、廣州解放紀念碑及其它建築。
两线的站厅及月台落成时间不同，2号线车站部分使用搪瓷板裝修，6号线车站部分则使用玻璃板装修，同时两线的车站色系都有所不同，2号线为皇家藍色，6号线为草綠色。而站台的书法字站名，2号线系时任广州市书法家协会副主席董百振之手笔，6号线则使用电脑字体。

### 2号线楼层
2号线车站共设有四層，地下一層为站厅层，换乘通道以及位于站厅北侧的行人过街通道；地下二、三層為設備區；地下四層为2號綫月台，以及连接两线月台的换乘通道。
| 地下一层 | 2号线站廳             | 售票機、客服中心、商店、警务室、母婴室、安检设施 |  |  |
|          | 站厅換乘通道          | 付费区前往 █6号线站厅                            |  |  |
|          | 市政通道 （非付费区） | 地下行人过街通道 非付费区来往 █6号线             |  |  |
| 地下二层 | 设备区                | 车站设备                                         |  |  |
| 地下三层 | 设备区                | 车站设备，集中冷站                               |  |  |
| 地下四层 | 2 站台                | █2号线 广州南站方向（下站：市二宫）              |  |  |
|          | 岛式站台              |                                                  |  |  |
|          | 1 站台                | █2号线 嘉禾望岗方向（下站：公园前）              |  |  |

### 6号线楼层
6号线车站共设有四層，地下一層为站厅层，换乘通道以及位于站厅西侧和北侧的行人过街通道；地下二層為設備區；地下三层為設備區及緩衝平台；地下四層为6號綫月台，以及连接两线月台的换乘通道。
| 地下一层 | 6号线站廳             | 售票機、客服中心、商店、警务室、安检设施、卫生间      |  |  |
|          | 市政通道 （非付费区） | 地下行人过街通道 非付费区来往 █2号线                  |  |  |
| 地下二层 | 设备区                | 车站设备                                              |  |  |
| 地下三层 | 缓冲平台              | 连接站厅和站台 车站设备区，集中冷站                   |  |  |
| 地下四层 | 4 站台                | █6号线 潯峰崗方向（下站：一德路）                     |  |  |
|          | 分离式站台            |                                                       |  |  |
|          |                       | 換乘通道前往 █2号线站台（西侧通道）、通道连接两侧站台 |  |  |
|          | 分离式站台            |                                                       |  |  |
|          | 3 站台                | █6号线 香雪方向（下站：北京路）                       |  |  |

### 站厅
为方便行人进出，2号线付费区位于站厅东侧，6号线付费区位于站厅南侧，两个站厅无论付费区域还是非付费区域，均設置換乘联络通道。同时两线站厅的付费区内设有多条扶手电梯、楼梯以及1台专用电梯可供乘客前往各自线路的站台层。2号线連接站台與站廳的专用电梯的电梯门设于站廳非付费区南侧，乘客使用時需要向車站工作人员求助以便協助使用。
本站為6號線首期六個文化站之一，在6号线站廳層付費區換乘通道設有以「今·昔」為主題的文化藝術牆，主要內容為海珠橋及珠江兩岸景致變遷。同时6号线站厅层的柱面裝飾的內容則為海珠橋的雙拱結構。
本站卫生间位于6号线站厅F出入口通道处，母婴室则设于2号线A出入口通道旁。
現時，海珠广场站设有7-11便利店、面包糕饼店以及时装店等商店。所有车站商店均设在2号线站厅层。此外也设有自动贩卖机等设施。

### 月台以及换乘
本站2號綫月台為島式月台，設於起義路以西的海珠廣場西廣場地底，6號綫月台則為一組同層的分離式月台，以島式月台的方式排列，並以行人通道連接，設於泰康路以南的海珠广场东广场地底。6號綫月台位于2号线月台下方，兩線月台大致成「L」型。站廳、站台均設有換乘通道。
虽然2号线建设当初未有预留与6号线的换乘设施，但在6号线建设期间，從6号线站台西端建造了一條通道接入2號線站台北端，通道设有2条扶手电梯。由於考慮到2號線和6號線有較大的運力差距，現時客流組織安排下此换乘通道只供6號線下車的乘客通過站台的換乘通道直接到達2號線站台；從2號線下車的乘客則需从站台上站廳，通过站厅的換乘通道至6號線站廳進行換乘。
另外，受制於6号线站台聯絡通道面積、長度空間有限以及埋深影響，6號線站台處的專用電梯口前無法設置斜坡，只能設置一座樓梯，為彌補不足之餘另在樓梯處加設了輪椅升降機以方便輪椅乘客使用。

### 出入口
海珠广场站目前設有7個出入口供乘客进出车站，分别分佈在2號線和6號線站廳。
B2出入口旁設有獨立出入口直接连通海印缤缤广场；B3出入口和E出入口之間有市政通道連接，可供市民橫過起義路。
|                                                     |                                                           |      |            | |
|                                                     |                                                           |      |            | |
| 編號                                                | 设施                                                      | 照片 | 出口指示   | 建議前往的目的地 |
| 2号线站廳                                           |                                                           |      |            | |
| A                                                   | 盲道标志 · 无障碍通道标志 · 轮椅升降台标志                |      | 沿江中路   | 侨光路、海珠桥、海珠广场、天字码头、海珠广场（侨光东）公交车站（西行） |
| B1                                                  | 扶手电梯标志                                              |      | 侨光西路   | 一德路、解放南路、海珠广场、万菱广场、海珠广场（一德东）公交车站（南行） |
| B2                                                  | 盲道标志                                                  |      | 一德路     | 解放南路 |
| B3                                                  |                                                           |      | 广州起义路 | 大新路、大南路、大德路、惠福西路、海珠广场公交车站（北行） |
| D                                                   |                                                           |      | 侨光西路   | 沿江西路、长堤大马路、解放南路、海珠广场、解放大桥、广州医科大学附属第一医院、广州民间金融街、广州地铁小额贷款有限公司、广州华侨博物馆、星寰国际商业中心、海珠广场（侨光西）公交车站（南行） |
| 6号线站廳                                           |                                                           |      |            | |
| E                                                   | 盲道标志                                                  |      | 泰康路     | 广州起义路、大新路、高第街、广州电力展示馆、广东省口腔医院海珠广场院区、海珠广场公交车站（北行）                                                                                             |
| F                                                   | 盲道标志 · 轮椅升降台标志 · 无障碍通道标志 · 扶手电梯标志 |      | 侨光路     | 回龙路、沿江中路、海珠广场、海珠桥、海珠广场（侨光东）公交车站（西行） |
| 註： 設有 \| 設有 \| 設有輪椅升降台 \| 設有扶手電梯 |                                                           |      |            | |

## 接驳交通
海珠广场站周边的广州起义路设有海珠广场公交车站，同时在侨光西路、侨光东路和一德东路均设有公交车站，方便乘客利用巴士接驳前往广州市区各地。
| 巴士 \| 编号 \| 编号 \| 线路 \| 线路 \| 线路 \| 收费 \| 备注 \| \| ---- \| ----------------- \| -------------------------- \| --------------------- \| ------------------------ \| --------------------- \| ------------------------------------------------------------------ \| \| \| 1 \| 芳村花园南门 \| ⇆ \| 东山（署前路） \| 2元 \| \| \| \| 4 \| 富力桃园（增埗村） \| ⇆ \| 白云路 \| 2元 \| \| \| \| 8 \| 中山八路 \| ⇆ \| 逸景翠园 \| 2元 \| \| \| \| 10 \| 昌岗路 \| ⇆ \| 恒福路 \| 2元 \| \| \| \| 14 \| 赤沙（广东财经大学） \| ⇆ \| 广卫路 \| 2元 \| \| \| \| 29 \| 南边路 \| ⇆ \| 站南路 \| 2元 \| \| \| \| 57 \| 已于2025年7月27日停办 \| 已于2025年7月27日停办 \| 已于2025年7月27日停办 \| 已于2025年7月27日停办 \| 已于2025年7月27日停办 \| \| \| 61 \| 滘口客运站 \| ↻ \| 上下九步行街 \| 2元 \| \| \| \| 64 \| 广卫路 \| ⇆ \| 东沙工业园 \| 2元 \| \| \| \| 82 \| 中山八路 \| ⇆ \| 沥滘 \| 2元 \| 经江南大道、东晓南路 \| \| \| 86 \| 沥滘路东 \| ⇆ \| 大学城（广工） \| 2元 \| \| \| \| 88 \| 沥滘路西 \| ⇆ \| 西场 \| 2元 \| \| \| \| 128 \| 珠岛花园 \| ⇆ \| 海印桥 \| 2元 \| \| \| \| 131B珠江两岸游B线 \| 赤岗 \| ↺ \| 赤岗 \| 3元 \| \| \| \| 180 \| 解放北路（应元路口） \| ⇆ \| 南洲路（小洲南路口） \| 2元 \| \| \| \| 183 \| 广州火车东站 \| ⇆ \| 汾水小区 \| 2元 \| \| \| \| 186 \| 廣園新村 \| ⇆ \| 珠江医院 \| 2元 \| \| \| \| 190 \| 赤岗大塘 \| ⇆ \| 柯子岭（地铁大金钟路站） \| 2元 \| \| \| \| 194 \| 华景新城（翰景路） \| ⇆ \| 宝岗大道 \| 2元 \| \| \| \| 208 \| 中山八路 \| ⇆ \| 大塘西（敦和） \| 2元 \| \| \| \| 219 \| 已于2025年5月1日停办 \| 已于2025年5月1日停办 \| 已于2025年5月1日停办 \| 已于2025年5月1日停办 \| 已于2025年5月1日停办 \| \| \| 253 \| 瑞宝乡 \| ⇆ \| 罗冲围（松南路） \| 2元 \| \| \| \| 519 \| 白云路 \| ⇆ \| 石井（红星村） \| 2元 \| 经棠溪 \| \| \| 544 \| 纸厂 \| ⇆ \| 广州市儿童公园 \| 2元 \| \| \| \| 823 \| 逸景翠园 \| ⇆ \| 棠溪车场（粤溪北路） \| 2–3元 \| \| \| \| 旅游公交2线 \| 中山八路 \| ⇆ \| 珠江帝景苑 \| 2元 \| 经沿江路 \| \| \| 夜1 \| 芳村花园南门 \| ⇆ \| 东山（署前路） \| 3元 \| 芳村花园方向经经康乃馨花园，东山（署前路）方向经东漖镇 1路附属线路 \| \| \| 夜6 \| 中山八路 \| ⇆ \| 新滘东路（龙潭村） \| 3元 \| 8路附属线路 \| \| \| 夜8 \| 广州火车站（草暖公园） \| ⇆ \| 赤沙（广东财经大学） \| 3元 \| 14路附属线路 \| \| \| 夜16 \| 门口岗 \| ⇆ \| 城西花园 \| 3元 \| \| \| \| 夜22 \| 江南大道南（地铁江泰路站） \| ⇆ \| 广州白云站公交总站 \| 4元 \| 244路附属线路；20–30分/班 \| \| \| 夜30 \| 沥滘路西 \| ⇆ \| 罗冲围（松南路） \| 4元 \| 88路附属线路 \| \| \| 夜31 \| 珠岛花园 \| ⇆ \| 海印桥 \| 3元 \| 128路附属线路 \| \| \| 夜32 \| 柯子岭（地铁大金钟路站） \| ⇆ \| 鹤洞 \| 3元 \| 544路附属线路 \| \| \| 夜33 \| 石榴岗 \| ⇆ \| 中山八路 \| 4元 \| 经江南大道、东晓南路 82路附属线路 \| \| \| 夜69 \| 滘口客运站 \| ⇆ \| 鳌鱼岗大街牌坊 \| 4元 \| 236路附属线路 \| \| \| 机场快线5号线 \| 广州白云国际机场 \| ⇆ \| 港润酒店 \| 24元 \| \| 水上巴士（天字码头） - S02：芳村码头↔中大码头 - S07：天字码头↔纺织码头 |                   |                            |                       |                          |                       |                                                                    |
| 编号 | 编号              | 线路                       | 线路                  | 线路                     | 收费                  | 备注                                                               |
| | 1                 | 芳村花园南门               | ⇆                     | 东山（署前路）           | 2元                   |                                                                    |
| | 4                 | 富力桃园（增埗村）         | ⇆                     | 白云路                   | 2元                   |                                                                    |
| | 8                 | 中山八路                   | ⇆                     | 逸景翠园                 | 2元                   |                                                                    |
| | 10                | 昌岗路                     | ⇆                     | 恒福路                   | 2元                   |                                                                    |
| | 14                | 赤沙（广东财经大学）       | ⇆                     | 广卫路                   | 2元                   |                                                                    |
| | 29                | 南边路                     | ⇆                     | 站南路                   | 2元                   |                                                                    |
| | 57                | 已于2025年7月27日停办      | 已于2025年7月27日停办 | 已于2025年7月27日停办    | 已于2025年7月27日停办 | 已于2025年7月27日停办                                              |
| | 61                | 滘口客运站                 | ↻                     | 上下九步行街             | 2元                   |                                                                    |
| | 64                | 广卫路                     | ⇆                     | 东沙工业园               | 2元                   |                                                                    |
| | 82                | 中山八路                   | ⇆                     | 沥滘                     | 2元                   | 经江南大道、东晓南路                                               |
| | 86                | 沥滘路东                   | ⇆                     | 大学城（广工）           | 2元                   |                                                                    |
| | 88                | 沥滘路西                   | ⇆                     | 西场                     | 2元                   |                                                                    |
| | 128               | 珠岛花园                   | ⇆                     | 海印桥                   | 2元                   |                                                                    |
| | 131B珠江两岸游B线 | 赤岗                       | ↺                     | 赤岗                     | 3元                   |                                                                    |
| | 180               | 解放北路（应元路口）       | ⇆                     | 南洲路（小洲南路口）     | 2元                   |                                                                    |
| | 183               | 广州火车东站               | ⇆                     | 汾水小区                 | 2元                   |                                                                    |
| | 186               | 廣園新村                   | ⇆                     | 珠江医院                 | 2元                   |                                                                    |
| | 190               | 赤岗大塘                   | ⇆                     | 柯子岭（地铁大金钟路站） | 2元                   |                                                                    |
| | 194               | 华景新城（翰景路）         | ⇆                     | 宝岗大道                 | 2元                   |                                                                    |
| | 208               | 中山八路                   | ⇆                     | 大塘西（敦和）           | 2元                   |                                                                    |
| | 219               | 已于2025年5月1日停办       | 已于2025年5月1日停办  | 已于2025年5月1日停办     | 已于2025年5月1日停办  | 已于2025年5月1日停办                                               |
| | 253               | 瑞宝乡                     | ⇆                     | 罗冲围（松南路）         | 2元                   |                                                                    |
| | 519               | 白云路                     | ⇆                     | 石井（红星村）           | 2元                   | 经棠溪                                                             |
| | 544               | 纸厂                       | ⇆                     | 广州市儿童公园           | 2元                   |                                                                    |
| | 823               | 逸景翠园                   | ⇆                     | 棠溪车场（粤溪北路）     | 2–3元                 |                                                                    |
| | 旅游公交2线       | 中山八路                   | ⇆                     | 珠江帝景苑               | 2元                   | 经沿江路                                                           |
| | 夜1               | 芳村花园南门               | ⇆                     | 东山（署前路）           | 3元                   | 芳村花园方向经经康乃馨花园，东山（署前路）方向经东漖镇 1路附属线路 |
| | 夜6               | 中山八路                   | ⇆                     | 新滘东路（龙潭村）       | 3元                   | 8路附属线路                                                        |
| | 夜8               | 广州火车站（草暖公园）     | ⇆                     | 赤沙（广东财经大学）     | 3元                   | 14路附属线路                                                       |
| | 夜16              | 门口岗                     | ⇆                     | 城西花园                 | 3元                   |                                                                    |
| | 夜22              | 江南大道南（地铁江泰路站） | ⇆                     | 广州白云站公交总站       | 4元                   | 244路附属线路；20–30分/班                                          |
| | 夜30              | 沥滘路西                   | ⇆                     | 罗冲围（松南路）         | 4元                   | 88路附属线路                                                       |
| | 夜31              | 珠岛花园                   | ⇆                     | 海印桥                   | 3元                   | 128路附属线路                                                      |
| | 夜32              | 柯子岭（地铁大金钟路站）   | ⇆                     | 鹤洞                     | 3元                   | 544路附属线路                                                      |
| | 夜33              | 石榴岗                     | ⇆                     | 中山八路                 | 4元                   | 经江南大道、东晓南路 82路附属线路                                  |
| | 夜69              | 滘口客运站                 | ⇆                     | 鳌鱼岗大街牌坊           | 4元                   | 236路附属线路                                                      |
| | 机场快线5号线     | 广州白云国际机场           | ⇆                     | 港润酒店                 | 24元                  |                                                                    |

## 利用狀況
海珠广场站臨近多個大型賓館，以及海珠廣場、海珠橋等景點，因此本站一直保持著較高的客流水平，6號線開通前已經日均超過7萬人次，是廣州地鐵的繁忙車站之一。而6號線開通，本站成為換乘站之後，全天均有眾多乘客在本站換乘，令客流持續推高。
現時海珠廣場站的換乘客流已超過日均10萬人次，是6號線換乘量最大的車站。但6號線的分離島式月台空間較為狹窄，導致列車停靠的時候，大量乘客上下車令月台經常出現短時的擁擠。同時隨2號線的客流進一步增加，加上來自6號線的換乘客流，現時2號線的乘客有可能需要等候兩趟車才能上車，晚高峰廣州南站方向情況更為嚴重，甚至需要在2號線車站範圍實施客流控制。
為緩解2號線週五晚高峰的客流壓力，本站每逢週五晚高峰的18时至19时實施客流控制措施，以維持運營秩序；2018年5月22日起，客流控制措施分别提前15分钟以及延后15分钟（即17时45分至19时15分）。11号线开通后，本站及6号线的客流压力有所缓解，地铁方面亦将客控措施取消。

## 歷史

### 規劃
在1988年的「十字線網」規劃中，已經出現名為海珠廣場的車站。當時該站為2號線的一座車站，位置已與現時相若。而在1997年的《廣州市城市快速軌道交通線網規劃研究（最終報告）》中，海珠廣場站被確定為當時2號線與7號線的換乘站。並列入2號線首通段工程中。但由於當時的7號線為遠期路線，車站建設時並未作出相關預留。在後來的2003年規劃中，7號線輾轉成為現時6號線，本站仍為該兩線的換乘站。
6號線海珠廣場站最初計劃選址在2號線車站西側，即海珠廣場西廣場及現已清拆的藝景園批發市場原址。但當時因未能對批發市場進行清拆，6號線車站後來改至東廣場現址興建。

### 2號線
1998年7月28日，本站作為二號線首個工點動工。1999年11月27日，海珠广场北侧因地铁施工发生地陷，所幸未造成人员伤亡；地铁公司称是由于地表水因地铁施工而向下流失造成的。2000年3月30日，2号线车站封顶，成为2号线首个封顶车站。在2002年12月29日，本站隨2號線首通段（三元里至曉港）通車而啟用。
与广州地铁2006年之前开通的車站一樣，在车站启用初期，本站的英文站名以拼音「Hai Zhu Guang Chang」表示。
2010年9月22日至24日，本站隨舊二號綫一同全線停運，進行軌道拆解、信號，供電割接工程以及聯合調試。9月25日清晨，本站隨新2號線开通重启服务。

### 6號線
2006年8月28日，六号线车站正式开工建设，海珠广场部分地方被围蔽以配合建设地铁车站。
2009年9月1日，6号线车站正式封顶；2010年2月17日，6号线本站左右线区间隧道贯通。2011年1月21日，本站至北京路站左线隧道贯通，更是广州地铁工程建造自亚运会复工后首个贯通的隧道。最終在2013年12月28日13時50分，本站隨6号线正式开通而啟用6號線車站部分，本站成为2号线和6号线的换乘车站。
另外，6號線本站至北京路站曾是廣州地鐵線網相距最近的兩個車站，相距只有631米，直到2025年被10号线的東曉南站至工业大道南站的558米站距取代。而本站在6号线开通时亦曾是广州地铁最深的车站（6号线轨面埋深33.45米），直到2021年18号线的南村万博站启用。

### 長期圍蔽
2006年中，海珠廣場因配合6號線首期的施工而被圍蔽，原定2009年中結束工程後解封；但直至2009年10月，圍蔽仍未解封，更被媒體報導工地內設有籃球場；2010年10月，西廣場內的工程完成，得以解除圍蔽。但東廣場卻因一德路站拆遷進度受阻膠著，導致海珠廣場站至黃沙站的盾構施工一同受阻，從而未能解除圍蔽。直至2011年9月，東廣場的圍蔽已超過五年，更因被發現工地內設置了乒乓球桌而引起了廣州市民和媒體的廣泛關注，而施工方稱工程仍要繼續進行一年。直至2013年8月，6號線首期的施工大致完成，東廣場在圍蔽七年後終獲解除圍蔽。剩餘广州宾馆对出泰康路上的部分围蔽因恢復工程需配合廣場升級改造而继续保留，相关工程亦已於2014年11月完成，圍蔽於2015年農曆新年前夕全部解除。

### 运营事件
- 2010年11月12日16时至21时，因亚运会开幕式期间当局对珠江巡游两岸轨道实施交通管制，本站停止对外运营，期间所有列车不停站通过本站[20]。
- 2019年9月30日23时59分至10月1日7时30分，因应海珠广场举行升旗仪式的安保需要，本站停止对外运营[21]。
- 2022年11月28日21时至运营结束，因有群众在海珠广场进行抗议，本站暂停对外服务[22]。